# Monica Forsberg
Monica Yvonne Forsberg, född 14 september 1950 i Karlskoga, är en svensk sångerska, låtskrivare, översättare, barnboksförfattare, skådespelare, röstskådespelare, regissör och producent av dubbning.

## Melodifestivalen
Monica Forsberg var medlem i gruppen Ritz som deltog i Melodifestivalen både 1983 ("Marionett" 4:a) och 1985 ("Nu har det hänt igen" oplacerad). Som sångtextförfattare har hon vunnit Melodifestivalen två gånger, 1982 med låten "Dag efter dag" med Chips och 1983 med låten "Främling" med Carola Häggkvist. 
- 1982: "Dag efter dag" med Chips (1:a)[1]
- 1983: "Främling" med Carola Häggkvist (1:a), "Marionett" med Ritz (4:a)[2]
- 1984: "Nu är jag tillbaks igen" med Janne Önnerud (oplacerad), "Schack och matt" med Rosa Körberg (oplacerad)
- 1985: "Eld och lågor" med Göran Folkestad (3:a), "Nu har det hänt igen" med Ritz (oplacerad)
- 1986: "Fem i tolv" med Fredrik Willstrand (oplacerad)
- 1988: "100% med Lotta Engberg & Triple & Touch (3:a), "Bang, en explosion" med Haakon Pedersen (4:a), "Kärlek är" med Sten Nilsson & Nilssonettes (oplacerad)
- 1996: "Juliette & Jonathan" med Lotta Engberg (3:a)

## Skivkarriär
Monica Forsberg spelade även in flera skivor. Den mest framgångsrika var "Får jag skänka dig min sång", Melanie Safkas "Nickel song" med svensk text av Olle Bergman. Den tillbringade 13 veckor på Svensktoppen 1971 varav fyra veckor på första plats. På försäljningslistan Kvällstoppen fanns den med sju veckor, plats 9 som bäst.

## Dubbning
Under mitten av 1980-talet och fram till början av 2000-talet var hon ansvarig som regissör, översättare och producent för svenska dubbningar däribland Disneyfilmer och lånat ut sin röst till flera karaktärer i Disneys tecknade TV-serier och långfilmer, till exempel Knatte, Fnatte och Tjatte i Duck Tales, Piff i Piff och Puff - Räddningspatrullen, Rebecka Cunningham i Luftens Hjältar, Bombo i Bumbibjörnarna och Anita i Pongo och de 101 dalmatinerna i omdubb. Hon har dessutom varit textförfattare till Smurfhits. Hon har även gett röst till ett flertal av karaktärerna i Monchhichi.

### Rollista
Följande lista visar några av de roller som Forsberg har spelat. 
- 1984 - Fragglarna - Moki
- 1985 - Wuzzlarna - Bjäril
- 1985 - Bumbibjörnarna - Bombo
- 1985 - Asterix – gallernas hjälte - Lillfixa
- 1987 - Ducktales - Knatte, Fnatte och Tjattes svenska röst, plus översättning och regi (Endast avsnitt 66 - 100).
- 1989 - Piff och Puff – Räddningspatrullen - Piff (KM Studios omdubb)
- 1989 - Babar - Celeste (de två första säsongerna)
- 1990 - Jem and the Holograms - Jem/Jerrica, Synergy
- 1991 - Nya äventyr med Nalle Puh - Kängu (KM Studios omdubb)
- 1991 - Darkwing Duck - Gåsalin Waggermeyer-Mallard
- 1991 - Turtles (musiksagan, "Tivolidramat", "Undercover Heroes") - April O'Neils svenskspråkiga röst, översättning och regi
- 1992 - Luftens hjältar - Rebecka Cunningham
- 2015 - Havets sång - Farmor

## Andra uppdrag
1997 blev Monica utsedd till Filipstads ambassadör. 2004-2005 spelade hon i Arlövsrevyn tillsammans med bland andra Jarl Borssén, Beatrice Järås och Kent Nilsson. Hon har också medverkat i diverse musikaler och teatrar i Degerfors valsverk, bland annat musikalen Järnklockan 2009.
Tillsammans med sin make Hasse Andersson har hon spelat barnteater, bland annat rollen som Långhoppa Hare i musikalen Svingelskogen som turnerat i folkparkerna under 14 somrar.
Hon är gift med Hasse "Kvinnaböske" Andersson.